# The Fourth Legacy
The Fourth Legacy este al patrulea album de studio lansat de formația americană Kamelot. Acesta a fost lansat în 1999 de Noise Records/Modern Music. Acesta a fost primul album în care vocalistul Roy Khan a apărut ca scriitor a tuturor melodiilor, împreună cu fondatorul și chitaristul Thomas Youngblood.

## Listă melodii
Toate melodiile sunt scrise de Roy Khan și Thomas Youngblood, cu excepția celor notate.
| Nr.            | Titlu                                                 | Durată |
| -------------- | ----------------------------------------------------- | ------ |
| 1.             | "New Allegiance" (instrumental)                       | 0:54   |
| 2.             | "The Fourth Legacy"                                   | 4:55   |
| 3.             | "Silent Goddess"                                      | 4:15   |
| 4.             | "Desert Reign" (instrumental)                         | 1:39   |
| 5.             | "Nights of Arabia"                                    | 5:26   |
| 6.             | "The Shadow of Uther" (Glenn Barry, Khan, Youngblood) | 4:45   |
| 7.             | "A Sailorman's Hymn"                                  | 4:05   |
| 8.             | "Alexandria"                                          | 3:54   |
| 9.             | "The Inquisitor" (Barry, Khan, Youngblood)            | 4:35   |
| 10.            | "Glory"                                               | 3:42   |
| 11.            | "Until Kingdom Come"                                  | 4:11   |
| 12.            | "Lunar Sanctum"                                       | 5:59   |
| Durată totală: | Durată totală:                                        | 48:18  |

## Personal
- Roy Khan – vocalist
- Thomas Youngblood – Chitară electrică, voce de fundal
- Glenn Barry – chitară bas
- Casey Grillo – baterie

## Informații despre album
- Înregistrat la Gate Studio și Pathway Studios (Wolfsburg, Germania) în octombrie 1998-Mai 1999
- Lansat de Noise Records/Modern Music
- Produs de Sascha Paeth si Miro
- Mixat și masterizat de către Sascha Paeth la Pathway Studios, Germania
- Management: KMI Divertisment
- Coperta: Derek Tub
- Fotografie: Thomas Kuschewski

## Invitați
- Clape si aranjamente orchestrale – Miro
- Chitare suplimentare – Sascha Paeth
- Voce de fundal pe "Nights of Arabia", "Until Kingdom Come" și "Alexandria" – Thomas Rettke
- baterie suplimentare – Dirk Bruinenberg și Robert Hunecke-Rizzo
- Voce de fundal pe "A Sailorman's Hymn" – Rannveig Sif Sigurdardóttir
- Voce feminină pe "Nights of Arabia" – Cinzia Rizzo
- Flaut și percuție suplimentară pe "Desert Reign" – Farouk Asjadi
- D-bass pe "Nights of Arabia" – Andre Neygenfind
- Viori – Cvartetul Fallersleben
- Flaut – Simon McTavish